# (776) Berbericia
(776) Berbericia ist ein Asteroid des Hauptgürtels, der am 24. Januar 1914 vom deutschen Astronomen Adam Massinger in Heidelberg entdeckt wurde.
Der Asteroid wurde nach dem deutschen Astronomen Adolf Berberich benannt.
Weitere Bahnparameter sind:
- Länge des aufsteigenden Knotens: 79,916°
- Argument des Perihels: 306,091°